# Майкл Майерс
Майкл Майерс (англ. Michael Myers) — главный злодей из фильмов ужасов «Хэллоуин». Впервые маньяк, одержимый духом Самайна, появляется в первом фильме «Хэллоуин» 1978 года, поставленном режиссёром и сценаристом Джоном Карпентером. Используя своё основное оружие — большой столовый нож — в детстве он убивает свою старшую сестру, а через пятнадцать лет, сбежав из лечебницы, начинает массовые убийства в родном городе Хэддонфилд. В титрах фильма Майкла называют «Призраком» (англ. The Shape), а его роль сыграл Ник Кастл, а также Тони Моран и Томми Ли Уоллес в финальных сценах. Создателями персонажа являются продюсер Дебра Хилл и режиссёр Джон Карпентер. Майкл появляется в двенадцати фильмах из тринадцати, нескольких литературных произведениях, комиксах и видеоиграх.
Роль Майкла Майерса сыграли шесть разных актёров. Тайлер Мейн — единственный актёр, сыгравший Майкла в двух последовательных продолжениях, и лишь один из двух актёров, сыгравший его в двух картинах одной франшизы. По мнению авторов и многих поклонников серии, Майкл олицетворяет собой «чистое Зло». Маска Майкла на самом деле является маской капитана Кирка в исполнении Уильяма Шетнера из сериала «Звёздный путь», которую перекрасили в белый цвет. Кроме того, маске увеличили разрез глаз и немного изменили причёску. Сама маска Кирка возникла из литья лица Шетнера во время его съёмок в фильме ужасов «Адский дождь» (1975).

## Киновселенная

Сверху: Майкл Майерс в фильмах «Хэллоуин 2» (1981), «Хэллоуин 4: Возвращение Майкла Майерса» (1988), «Хэллоуин 5: Месть Майкла Майерса» (1989), «Хэллоуин 6: Проклятие Майкла Майерса» (1995), «Хэллоуин: 20 лет спустя» (1998) и «Хэллоуин: Воскрешение» (2002)
Снизу: Майкл Майерс в фильмах «Хэллоуин 2007» (2007), «Хэллоуин 2» (2009), «Хэллоуин» (2018), «Хэллоуин убивает» (2021) и «Хэллоуин заканчивается» (2022)

Майкл Майерс является главным отрицательным персонажем и антагонистом серии фильмов «Хэллоуин», и появляется во всех картинах за исключением «Хэллоуин 3: Время ведьм», сюжет которого не связан с предыдущими фильмами и в котором не появляются известные персонажи франшизы и который не является частью вселенной, где происходят события из жизни Майерса. Майкл возвращается в четвёртом фильме. Кроме того, персонаж является антагонистом в нескольких художественных романах и сериях комиксов.

### Классическая серия (1978—2002)
Впервые Майкл появляется в картине «Хэллоуин» 1978 года; его персонажа называют «Призраком» в первых двух фильмах. 31 октября 1963 года, в ночь Хэллоуина, шестилетний Майкл (в исполнении Уилла Сандина) убивает свою взрослую старшую сестру Джудит (её сыграла Сэнди Джонсон). Через пятнадцать лет взрослый Майкл (Ник Кастл) сбегает из психиатрической лечебницы «Смитс-Гроув» и возвращается в свой родной город Хэддонфилд, штат Иллинойс. Он начинает преследовать няню Лори Строуд (первая звёздная роль Джейми Ли Кёртис) в канун Хэллоуина, а бывший психиатр Майкла, доктор Сэм Лумис (образ сыграл Дональд Плезенс) пытается выследить своего пациента. Убив друзей Лори, Майкл нападает на девушку, которой удаётся достаточно долго противостоять маньяку, пока не появляется Лумис и не спасает Лори. Лумис стреляет в Майкла шесть раз, и тот падает с балкона второго этажа. Однако, спустя мгновение выясняется, что Майкл не умер и сбежал. В продолжении первого фильма, картине «Хэллоуин 2», вышедшей в 1981 году, действие происходит той же ночью, когда Лори отправляют в местный госпиталь. Лумис продолжает поиски Майкла (в продолжении его сыграл Дик Ворлок), а маньяк тем временем пробирается в больницу, где убивает всех, кто встаёт на его пути — врачей, охранников, медсестёр. Между тем, доктор Лумис узнаёт, что Лори — младшая сестра Майкла. Он спешит в госпиталь, где во второй раз спасает жизнь девушки. В результате его действий происходит взрыв — Лори сбегает, оставляя Лумиса и Майкла один на один в огне.
Действие «Хэллоуина 4: Возвращение Майкла Майерса» происходит спустя десять лет после событий второй части. Майкл (Джордж П. Вилбур) и Сэм Лумис выжили в пожаре, однако последние годы маньяк находился в коме в Федеральной клинике Риджмонта. При переводе в другую больницу, Майкл неожиданно приходит в себя и узнаёт, что Лори Строуд погибла, но родила дочь — ныне семилетнюю Джейми Ллойд (её сыграла девочка-актриса Даниэль Харрис). Вернувшись в Хэддонфилд, Майкл устраивает очередную резню в попытке убить племянницу, но в конце фильма, полиция загоняет его в угол в местной шахте. В фильме «Хэллоуин 5: Месть Майкла Майерса» авторы рассказывают, что несмотря на полученные ранения, Майклу (Дональд Л. Шаркс) удаётся сбежать от полиции, и он продолжает преследовать Джейми, которую спасает доктор Лумис. Полиция арестовывает Майерса, но неизвестный мужчина убивает полицейских, увозит Майкла и похищает Джейми. Действие картины «Хэллоуин 6: Проклятие Майкла Майерса» происходит спустя шесть лет. Джейми (Джей-Си Бренди) и Майкл бесследно исчезли. Никто так и не узнал, что Джейми удерживали последователи таинственного «Культа Торна», возглавляемого доктором Теренсом Уинном (в исполнении Митчелла Райана), бывшим другом и коллегой Лумиса в «Смитс-Гроув». Выясняется, что он манипулировал Майклом и спас его в ту ночь, когда его последователи напали на полицейский участок. Джейми сбегает со своим новорождённым ребёнком, но Майкл находит её и убивает — перед этим девушка успевает спрятать малыша, которого находит Томми Дойл (его сыграл Пол Радд). Пытаясь спасти малыша, Томми узнаёт о проклятии Торна, которое объясняет одержимость Майкла и желание убить собственную семью, наделяя маньяка сверхъестественными силами.
Игнорируя события предыдущих трёх фильмов, сюжет следующего фильма серии, «Хэллоуин: 20 лет спустя», рассказывает об альтернативном развитии событий. Тело Майкла (Крис Дюранд) не было найдено на месте взрыва и все двадцать лет, прошедших с той ночи в 1978 году, маньяк скрывался ото всех. Лори Строуд имитировала свою смерть, сменила имя на Кэри Тейт, растит сына Джона (его сыграл Джош Хартнетт) и работает директором в частной калифорнийской школе. На двадцатую годовщину событий Майкл выслеживает Лори и начинает убивать сотрудников школы и друзей Джона. После длительного противостояния Лори вновь сталкивается с Майклом лицом к лицу и обезглавливает его. Действие картины «Хэллоуин: Воскрешение» происходит через три года — как выяснилось, Лори убила не того человека, и теперь находится в психиатрической лечебнице, где её всё-таки находит и убивает Майкл (Брэд Лори). Вернувшись в родной город Хэддонфилд, Майкл сталкивается с участниками реалити-шоу, которое снимается в его старом — ныне заброшенном — доме, и начинает новую резню. Единственными выжившими в итоге оказываются Сара Мойер (Бьянка Кайлич) и продюсер Фредди Гаррис (Баста Раймс), а Майкл сгорает в пожаре. Однако из финала картины следует, что Майкл остался жив.

### Ремейки (2007—2009)
Новая версия истории, рассказанная режиссёром Робом Зомби в фильме «Хэллоуин» (2007 года) является вариацией событий оригинальной картины, но многие сюжетные ходы выстроены иначе. Ремейк следует основному сюжету оригинала и больше повествует о детстве Майкла: десятилетний Майерс (в исполнении Дэйга Фаирча) убивает животных и терпит оскорбления со стороны старшей сестры Джуди (её играет Ханн Р. Холл) и парня своей матери-стриптизёрши, Ронни (в изображении Уилльяма Форсайта) — их он убивает некоторое время спустя, за что его отправляют в психиатрическую лечебницу «Смитс-Гроув» под присмотр врача-терапевта доктора Сэма Лумиса (в исполнении Малькольма МакДауэлла). Много лет спустя подросший Майкл (теперь его играет Тайлер Мэйн) возвращается в Хэддонфилд и начинает поиски своей младшей сестры Лори (Скаут Тейлор-Комптон). Став свидетельницей многочисленных убийств, Лори стреляет в брата, пытаясь защититься от него в финале картины.
История продолжается год спустя в фильме «Хэллоуин 2» (2009), также поставленном Зомби. Майкл, считавшийся погибшим, возвращается к поискам Лори после того, как ему приходит видение его матери Деборы (в исполнении Шери Мун Зомби), сказавшей, что они должны воссоединиться, чтобы «наконец вернуться домой». В фильме между Майклом и Лори есть психическая связь — к ним двоим приходят видения матери. В финале картины Майкла и Лори расстреливают, прежде, чем они успевают убить Лумиса. В фильме Роб Зомби решил пойти на необычный и достаточно смелый шаг — снять маску с Майкла Майерса; большую часть фильма он проведёт без неё.

### Новый канон (2018—2022)
Фильм «Хэллоуин» 2018 года, снятый Джоном Карпентором в качестве исполнительного продюсера и креативного консультанта, является прямым продолжением картины 1978 года и отменяет сюжетную линию, в которой Майкл и Лори являются братом и сестрой. Майкла арестовали после событий первой части. Он провёл следующие 40 лет в заключении в лечебнице «Смитс Гроув», но вновь сбегает оттуда, чтобы найти Лори в Хэддонфилде. Женщина жила все эти годы в страхе, что маньяк вернётся, и готовила к этому свою дочь Карен и внучку Эллисон. Столкновение Лори с маньяком приводит к пожару в её доме — предположительно Майкл погиб в огне, но зрители слышат его дыхание в финальных титрах. События сиквела «Хэллоуин убивает» происходят сразу же после первой части.

## Другие появления

### Книги
Впервые Майкл появляется на книжных страницах в октябре 1979 года в официальной новелизации первого фильма, написанной писателем Кёртисом Ричардсом (англ. Curtis Richards). Книга пересказывает события фильма, добавляя в них новые сцены — в частности эпизоды на фестивале Самхейна и рассказывает больше о детских годах Майерса, проведённых в лечебнице «Смитс-Гроув». В 1981 году выходит книга Джека Мартина (англ. Jack Martin), написанная по сценарию второго фильма — как и в случае с первой книгой, сюжет повторяет события фильма и добавляет новую жертву Майкла — репортёра, освещавшего трагические события роковой ночи. Последний роман-новелизация вышел в октябре 1988 года, сопровождая релиз картины «Хэллоуин 4: Возвращение Майкла Майерса», книгу написал Николас Грабовски (англ. Nicholas Grabowsky).
В сборнике рассказов «The Nightmares On Elm Street: Freddy Krueger’s Seven Sweetest Dreams» один из персонажей изучает книгу под названием «Beasts Who Walk As Men: A Case History of America’s Vilest Serial Killers» и находит страницу о Майкле Майерсе — также в книге упоминаются Джейсон Вурхиз и семья Сойер.
В 1997 году издательский дом «Berkley Books» начал выпуск подростковых романов в жанре ужасов по мотивам франшизы — с октября 1997 по февраль 1998 всего вышло три книги, написанных Келли О’Рурк (англ. Kelly O'Rourke). В романах рассказываются новые истории, не являющиеся каноничными по отношению к событиям фильмов. Роман «The Scream Factory» вышел 2 октября — сюжет рассказывает о небольшом аттракционе, которые устраивают на Хэллоуин компания друзей в подвале Сити-Холла города Хэддофнильд. Вскоре они становятся жертвами Майкла Майерса. Роман «The Old Myers Place» поступил в продажу 1 декабря и рассказывает о девушке-подростке по имени Мэри Уайт, чья семья переезжает в дом Майерсов, а сама Мэри занимает комнату Джудит Майерс. Вернувшийся домой Майкл начинает охоту на Мэри и её друзей. В последней книге «The Mad House», выпущенной 1 февраля 1998, съёмочная группа документального фильма о домах с привидениях направляется в психиатрическую больницу «Смитс-Гроув», где Майкл Майерс начинает убивать коллег Кристин Рей.

### Комиксы

Майкл и Лори на обложке комикса «Halloween: 30 Years of Terror».

Впервые на страницах комиксов Майкл появляется в серии, написанной Брайаном Палидо (англ. Brian Pulido) для издательства «Chaos Comics». Первый выпуск «Halloween» породил два продолжения «Halloween II: The Blackest Eyes» и «Halloween III: The Devil’s Eyes». Автором серии является Фил Натмен (англ. Phil Nutman), а Дэниэл Фаррандс, соавтор сценария к фильму «Хэллоуин 6: Проклятие Майкла Майерса», выступил в роли консультанта в работе над первым выпуском. Иллюстрации создали Дэвид Боюер (англ. David Brewer) и Хустиниано (англ. Justiniano). Томми Дойл является главным героем трилогии и пытается убить Майкла Майерса. В первом выпуске раскрывается много фактов о детстве Майерса, а события третьего эпизода разворачиваются после фильма «Хэллоуин: 20 лет спустя».
В 2003 году Майкл появился в независимом комиксе «Halloween: One Good Scare», написанном Стефаном Хатчинсоном (англ. Stefan Hutchinson) с иллюстрациями Питера Филдинга (англ. Peter Fielding). Главными героями выступают ставшие старше Томми Дойл и Линдси Уоллес, за которыми присматривала Лори в первом фильме. Хатчинсон хотел вернуть Майкла к его корням, а не изображать маньяка, как «клон Джейсона» — по мнению авторов, так случилось в сиквелах. 25 июля 2006 года на DVD вышел документальный фильм «Halloween: 25 Years Of Terror», а в качестве дополнения к нему был издан комикс «Halloween: Autopsis», вновь написанный Хатчинсоном и проиллюстрированный Маркусом Смитом (англ. Marcus Smith) и Ником Дизмасом (англ. Nick Dismas). В центре сюжета оказывается журналист-фотограф Картер, начавший фото-охоту на Майкла Майерса. Следуя по стопам доктора Лумиса, Картер становится буквально одержим маньяком, что в итоге приводит к встрече с Майклом и смерти фотографа.
В 2008 году издательство «Devil’s Due Publishing» начинает выпуск серии комиксов. Сначала свет увидела мини-серия из четырёх выпусков под названием «Halloween: Nightdance», написанная Хатчинсоном. Действие происходит в городе Расселвилль, где Майерс начинает преследовать девочку Лизу Томас, похожую на его сестру Джудит. После того, как Майкл держал Лизу взаперти в подвале на протяжении многих дней, девочка боится темноты. Годы спустя, на Хэллоуин Майкл подкидывает ей зловещие детские рисунки. Тем временем, Райан Николс охотится на Майкла после того, как тот похитил его жену. В конце, Майкл делает так, что Райан становится главным подозреваемым в совершённых убийствах, а Лизу он хоронит живьём. По словам Хатчинсона, он не хотел сильно привязывать события к сюжету фильмов, но создать историю, «близкую по духу к оригинальной картине 1978 года». Майкл помешан на Лизе также, как он был помешан на Лори до того, как сиквелы раскрыли родственную связь между Лори и Майклом, объясняющую мотивы Майерса. В качестве дополнения в коллекционном издании серии был опубликован рассказ «Чарли» (англ. Charlie) о маньяке из Расселвилля, которым завладели те же мистические силы, что и Майклом. В честь очередной годовщины франшизы, издательство выпустило специальный комикс под названием «Halloween: 30 Years Of Terror» в августе 2008 года. Автором вновь выступил Хатчинсон. В антологии, вдохновлённой фильмом Карпентера, Майкл появляется в нескольких коротких комикс-рассказах. Последняя мини-серия — неоконченная история под названием «Halloween: The First Death Of Laurie Strode» рассказывает о том, как мучимая образами прошлого, Лори решает имитировать свою смерть и сменить личность. Данная серия должна была связать второй фильм с картиной «Хэллоуин: 20 лет спустя». Было выпущено два из трёх запланированных выпусков.

### Компьютерные игры
Персонаж появляется в мире компьютерных игр — официальная игра по франшизе под названием «Halloween» была выпущена в 1983 году для игровой системы Atari. Сейчас игра является довольно редкой, в основном для игры используют программы-эмуляторы. Ни один из персонажей не называется в игре, а цель игрового процесса — помочь безымянной няне найти детей в большом доме и избежать встречи с «маньяком-убийцей, сбежавшим из психиатрической лечебницы».
Также Майерс стал персонажем компьютерной игры «Terrordrome: The Rise Of Boogeyman» — игры в жанре файтинг, где главными персонажами являются злодеи культовых фильмов ужасов. Примечательно, что эта довольно качественная по графике и геймплею игра разработана поклонниками жанра ужасов. В интернете доступна демоверсия игры, однако полноценный релиз так и не состоялся из-за проблем с авторскими правами.
25 октября 2016 года введён в качестве персонажа в компьютерную игру «Dead by Daylight» (первый лицензированный убийца в игре), вместе с главой под названием «Хэллоуин». Основной способностью Майкла является «Чистое зло», к тому же он может быть одержим одной из жертв, что делает его сильнее.
27 февраля 2014 года введён в качестве наград за выполнение Приказа в компьютерной игре «Call of Duty: Ghosts» а именно в DLC — «Onslaught». Принцип киллстрики заключается в том, что вызвав эту награду, вы становитесь персонажем из хоррор-фильмов про Хеллоуин, Майклом Майерсом. Вам выдаётся окровавленный топор, а в качестве фоновой музыки начинает играть главная тема серии фильмов Хеллоуин. По своей функции этот персонаж похож на Маньяка.
21 октября 2024 года введён в качестве исполнителя в компьютерную игру «Call of Duty: Warzone 3» и получил собственный «добивающий удар» — «Операция Хэддонфилд». Для получения исполнителя необходимо приобрести боевой пропуск 6-го сезона. Также в улучшенной версии боевого пропуска имеется видоизменённый облик персонажа: цвет комбинезона сменяется серо-синего на тёмно-синий. Однако покупка персонажа не даёт игровых преимуществ и выступает в качестве косметического изменения облика. Также в отличие от большинства других персонажей в игре Майкл Майерс не разговаривает и не издаёт никаких звуков при получении ранения. В комплекте к персонажу идут кухонный нож и штурмовая винтовка.

### Аттракционы
Майкл Майерс принимает участие в аттракционе «Halloween Horror Nights» 2009 года, проводимом на студии «Universal Studios» в Голливуде ежегодно. Аттракцион представляет собой тематический лабиринт, посвящённый фильмам серии, и называется «Halloween: The Life & Crimes of Michael Myers».

## Концепция

### Образ и характеристики
«Я встретил этого шестилетнего мальчика с пустыми глазами, и ничего не выражающим лицом, чистого и обыкновенного… Зла.»
Джон Карпентер называет персонажа «чистым Злом», «сверхъестественной непреодолимой силой; силой самой природы, вырвавшейся из тёмных глубин». Профессор Николас Роджерс называет Майерса «мистическим, трудным для понимания монстром, обладающим сверхсилой; которого нельзя убить пулями, зарезать или сжечь». Идея персонажа возникла у Карпентера, когда тот учился в колледже. Во время поездки с классом в клинику для душевнобольных в Кентукки, будущий режиссёр увидел «самые тяжёлые случаи психических расстройств у пациентов». Среди них был мальчик 12-13 лет, он уставился на Карпентера «взглядом шизофреника», «невероятно зловещим взглядом», который режиссёр назвал «тревожащим, жутким и абсолютно безумным». Именно эти впечатления послужили основой для тех слов, которые доктор Лумис использовал в рассказе о Майерсе в беседе с шерифом Брекеттом в оригинальном фильме. Дебра Хилл рассказывает, что сцена, в которой Майкл убивает немецкую овчарку была снята, чтобы показать, какой опасный и зловещий Майкл Майерс.
Последняя сцена, в которой в Майкла стреляют шесть раз, а потом он исчезает, должна была взбудоражить воображение зрителей. Карпентер хотел посеять сомнение в зрителях — кто же на самом деле Майкл Майерс? Он больше, чем просто человек, он обладает сверхъестественными силами, но как он их получил — никто не знает. По мнению режиссёра, это лучше, чем дать определение «его прокляли…». Джош Хартнетт, сыгравший Джона Тейта в фильме «Хэллоуин: 20 лет спустя», говорит, что Майкл — это «нечто абстрактное, поэтому мне проще его бояться. Нечто появляется и [актёр издаёт характерный звук из сцены в душе в фильме „Психо“], и с ним нельзя договориться — у него нет чувств, и это определённо пугает больше всего». Критик из журнала «Time» Ричард Шикель чувствует, что Майкл «иррациональное существо по своей природе, испытывающее чувство гнева из-за чего-то». По мнению Шикеля, Майкл обладает «примитивным, одержимым разумом» — это «отличное определение настоящего монстра», заставляя персонажа «меньше походить на человека», но «наделять его достаточным разумом, чтобы он был опасным».
«Майкл Майерс непобедим, потому что он — чистое Зло.»
Режиссёр Доминик Отенин-Жирар хотел, чтобы зрители чётко представляли «Зло в Майерсе, его „заражённую“ часть», так было бы проще изобразить Майкла более человечным, в какой-то степени даже «уязвимым, с противоречивыми чувствами внутри него». Эти чувства нашли отражение в сцене, где Майкл снимает маску, а по его щеке течёт слеза. Жирар объясняет: «Опять же, это сделано для того, чтобы он был больше похож на человека, чтобы показать, что знаменитый Бугимен чувствует боль, может любить или сожалеть о своих действиях; он становится для меня ещё страшнее, если сам осознаёт чудовищность своих поступков. Он проявляет зловещую решительность в своих действиях, подавляя чувства. Доктор Лумис пытается пробиться к его чувствительной стороне, считая, что может излечить Майкла с помощью его эмоций».
Дэниэл Фаррандс, автор сценария картины «Проклятие Майкла Майерса», говорит, что у Майкла «определённо есть расстройства сексуального характера». То, как он преследует девушек, долго наблюдает за ними, говорит о подавленной сексуальности. По словам сценариста, по неизвестным причинам Майкл зациклился на мысли об убийстве своей старшей сестры Джудит, и испытывает нужду в повторении. Также Фаррандс уверен, что решение сделать Лори родной сестрой Майкла уводит оригинальную картину от начальной концепции, постепенно усложняя образ персонажа Майерса. При написании сценария шестой картины, перед Фаррандсом встала задача расширить мифологию франшизы, дав поведению Майкла ясное объяснение. Сценарист говорит: «Он больше не может оставаться человеческим существом, он стал чем-то, что находится за рамками нашего понимания. Он — миф. Он — сверхъестественное существо. От этого я и стал отталкиваться, решив, что Майклом управляет нечто больше, чем его сумасшествие и одержимость. Сила, неограниченная пятью чувствами, овладевшая душой мальчика и ведущая его». По ходу работы над сценарием, Фаррандс признал, что «сюжет ушёл от начальной концепции гораздо дальше, чем планировалось» — сам сценарист до конца «не был доволен законченной картиной».
В фильмах Майкл не говорит; единственный раз, когда зрители услышали его голос, случился в 2007 году в ремейке первой картины. Майкл много говорит в сценах детства в начале фильма, однако навсегда умолкает, оказавшись в «Смитс-Гроув». Изначально режиссёр Роб Зомби хотел, чтобы Майкл заговорил с Лори в финале картины, просто назвав её «Бу» — так он звал девочку, когда та ещё была младенцем. Зомби объясняет, почему отказался от этой идеи — он боялся, что эта сцена полностью разрушит иллюзию загадки персонажа, поэтому показать, как они держатся за руки — было достаточно.
Отвечая на вопросы о мини-серии комиксов «Halloween: Nightdance», автор Стефан Хатчинсон подчёркивает, что Майкл «обладает сумасшедшим чёрным юмором», вспоминая сцену, в которой Майкл надевает простыню, чтобы заставить свою жертву думать, что перед ней её парень; также это относится и к тому, как Майкл играет в кошки-мышки с Лори, давая ей почувствовать, что за ней наблюдают, не раскрывая своего присутствия. По мнению Хатчинсона, есть что-то «извращённое в поведении Майкла»: «почувствуйте разницу между тем, как Майкл выслеживает женщин и мужчин». Также Стефан предполагает, что город Хэддонфилд — причина поступков Майкла, также, как было и с «Джеком-Потрошителем» — «он продукт окружения, тихого пригорода, где все эмоции подавлены, а каждый изображает фальшивую улыбку в стиле Нормана Роквелла. […] В какой-то степени, его герой протестует против этого». Хатчинсон так высказался о фильме Роба Зомби, в частности, сценах о детстве маньяка, объясняющих его поведение: «Это упростило персонажа». Сам Хатчинсон исследует истоки Зла в коротком рассказе «Чарли» и говорит, что «находясь в лечебнице, Майкл был наедине с этой силой, которая, в конце концов, превратила юношу, как выразился доктор Лумис, в чистое Зло». Художник серии «Nightdance», Тим Сили, называет Майкла из фильма Карпентера «пустотой», которая позволяет персонажу быть более открытым для интерпретаций — в отличие от поздних сиквелов. «Майкл олицетворяет какую-то частичку каждого из нас, ту часть, которая однажды заставит взять в руки нож и ударить им кого-то», тем самым вселяя в зрителей страх от того, что творит Майкл на экране.
«Media Psychology Lab» при Государственном университете Калифорнии провела опрос 1 166 американцев в возрастной категории от 16 до 91 года, целью которого было выявить психологическую привлекательность киношных монстров для зрителей — среди них были Майкл Майерс, Фредди Крюгер, Джейсон Вурхиз, вампиры, Чужие, Чаки, Годзилла, Ганнибал Лектер, Кинг-Конг и акула из фильма «Челюсти». Результаты были опубликованы в издании под названием «Journal Of Media Psychology». В опросе большинство участников признали, что Майкл — «чистое Зло», в сравнении с другими персонажами Майкл набрал больше всего баллов: образ проще всего помогает сформулировать понятие безумия и занял второе место в этой категории после доктора Ганнибала Лектера. Майкл также стал первым в категории персонажей, «лучше изобразивших тёмную часть человеческой натуры». Также он стал вторым в категории «монстром, наслаждающимся убийствами». Опрошенные также были уверены, что персонаж обладал сверхъестественными силами. Также Майкл стал первым в списке «монстров-изгоев».

### Проклятье Самайна
Существует несколько вариантов развития событий в классических фильмах серии «Хэллоуин» — один из них включает лишь сюжет двух первых фильмов, а также «Хэллоуина: 20 лет спустя» и его продолжения, полностью исключая сюжетную линию Джейми Лойд с четвёртой по шестую части. Это связано с так называемым «Проклятьем Самайна», которое является объяснением выносливости Майкла, а также его мотивов.
Долгое время поклонники серии не могли понять, что движет маньяком, каковы его мотивы. В фильме «Хэллоуин 6: Проклятие Майкла Майерса», а также телевизионной версии первой части, авторы упоминают легенду о «Проклятии Самайна», кельтского Дня Неприкаянных Душ, который проходит в канун католического Дня Всех Святых. Согласно легенде, в Хэллоуин духи Самайна избирают одну семью в качестве жертвы, чтобы насытить обитателей Царства Морриган, которым один раз в году разрешено вернуться в мир живых — именно поэтому Майкл начинает выслеживать свои жертвы в канун Дня Всех Святых и бездействует всё остальное время. Для этого приношения избирается первенец мужского пола (по версии авторов шестого фильма «Проклятие Майкла Майерса» — отмеченный знаком в виде руны Торна), который является Жнецом. Избранный должен истребить свою семью до последнего человека в ночь Самайна. Жнецом и стал Майкл, главная цель которого — истребить свою семью, а сам Майерс был наделён сверхъестественными силами.
Именно это пытается доказать скептически настроенным коллегам и полиции доктор Сэм Лумис, который много лет изучал Майкла, находящегося на лечении в «Смитс-Гроув». Лумис понял, что Майкл — не обычный пациент, отсюда и берётся мистический трепет Лумиса по отношению к Майерсу. С одной стороны, доктор понимает, что этого монстра нужно уничтожить, но с другой стороны, Майкл для него что-то вроде цели жизни, доказательство чего-то, находящегося за пределами медицинской науки, к чему Лумис, как творческий тип учёного, всегда хотел подобраться и изучить.
Даже сюжет картины «Хэллоуин 3: Время ведьм», отходящий от канонов серии, встаёт на своё место — фильм рассказывает ещё об одном Жнеце, ирландце-производителе детских игрушек, решившем с помощью мистических осколков кельтского дольмена принести в жертву алчущим духам Самайна всех американских детей. Как и Майклу, промышленнику Коннэлу Кокрейну сопутствует некая мистическая сила.

### Исполнители роли
Хэллоуин (1978)
- Уилл Сэндин — 6-летний Майкл во вступлении фильма;
- Ник Кастл — взрослый Майкл на протяжении большей части его появления в кадре;
- Дебра Хилл — рука 6-летнего Майкла во вступлении фильма; панорамные кадры с Майклом на фоне дома Уоллесов, когда его замечает там Томми Дойл; Майкл в сцене, где он следит за Томми Дойлом от его школы
- Томми Ли Уоллес — Майкл первый раз нападёт на Лори в доме Уоллесов, сталкивая её с лестничного пролёта, и Майкл в сцене, где он ломится в шкаф, в котором прячется Лори;
- Тони Моран — лицо Майкла в сцене, где Лори срывает с него маску, и Майкл в следующей сцене, где в него стреляет Лумис;
- Джеймс Уилборн — Майкл, падающий из окна в доме Дойлов.
- Неназванный дрессировщик — Майкл в сцене, где он убивает собаку Уоллесов.
- Джон Карпентер — по неподтверждённым слухам он играл Майкла в некоторых кадрах.

Хэллоуин 2 (1981)
- Дик Варлок;
- Тони Моран — архивные кадры;
- Адам Ганн — Майкл во сне Лори;

Хэллоуин 4: Возвращение Майкла Майерса (1988)
- Джордж П. Вилбур;
- Том Морга — Майкл во вступлении фильма;
- Эрик Престон — дух Майкла в детстве, который появляется в зеркале перед Джейми;

Хэллоуин 5: Месть Майкла Майерса (1989)
- Дональд Шэнкс;

Хэллоуин 6: Проклятье Майкла Майерса (1995)
- Джордж П. Вилбур;
- А. Майкл Лернер — играл Майкла в сценах, которые были сняты в период пересъёмок;

Хэллоуин: 20 лет спустя (1998)
- Крис Дюранд;

Хэллоуин: Воскрешение (2002)
- Брэд Лори;
- Крис Дюранд — архивные кадры;

Хэллоуин 2007 (2007)
- Тайлер Мэйн;
- Дег Ферч — Майкл в 10 лет;

Хэллоуин 2 (2009)
- Тайлер Мэйн;
- Чейз Райн Ванек — дух Майкла в 10 лет, Майкл в 10 лет;
- Дег Ферч — дух Майкла в 10 лет (несколько кадров, которые были сняты до того, как Ферч был заменён на Ванека);

Хэллоуин (2018)
- Джеймс Джуд Кортни;
- Ник Кастл — Майкл в сцене, где Лори первый раз видит его через окно с улицы;

Хэллоуин убивает (2021)
- Джеймс Джуд Кортни
- Ник Кастл
- Эйрон Армстронг — молодой Майкл в 1978 году
- Кристиан Майкл Пейтс — 6-летний Майкл

## Наследие

### Упоминания в поп-культуре
В эпизоде «That Hurts Me» мультсериала «Робоцып» Майкл (озвученный актёром Сетом Грином) является участником реалити-шоу «Horror Movie Big Brother», где появляется вместе с Джейсоном Вурхизом, Фредди Крюгером, Кожаным лицом, Пинхэдом и Призрачным лицом. В этом эпизоде Майкл снимает свою маску и оказывается, что под ней скрывался комедиант Майк Майерс — он произносит изменённую фразу Остина Пауэрса: «I Feel Randy, Baby, Yeah!», а затем убивает ведущую. Майкл Майерс также появляется в шоу «Говорящая с призраками» в эпизоде «Horror Show» от 25 апреля 2008 года — в этой серии героиня Дженнифер Лав Хьюитт оказывается в сценах из знаменитых фильмов ужасов. В эпизоде «Bad Night» сериала «Детектив Раш» главная героиня расследует убийство, произошедшее в 1978 году после того, как убийца посмотрел в кинотеатре фильм «Хэллоуин», одевшись в костюм Майкла Майерса. Вдобавок ко всему написанному, Майкл появляется в небольшом эпизоде «Захватывающий мир Эль Супербеасто» Роба Зомби и пародируется в фильме «Стан Хельсинг».

Издание «The Night He Came Home» от производителя игрушек, компании «NECA».

От лица Майкла Майерса поётся песня Stabbing in the dark группы Ice nine kills. Герой упоминает 15 лет, прошедшие с убийства сестры, побег из лечебницы, охоту с ножом на людей в Хэллоуин на улицах своего родного Хэддонфилда. Кроме того в песне звучит полицейская сводка с именем Майкла Майерса.

### Критика и влияние
Сайт «IGN» поставил Майкла Майерса на первое место в списке «25 лучших злодеев в ужастиках».
Житель Лондона, Дэниел Гонзалес, совершил несколько убийств и сравнивал их с убийствами Фредди Крюгера и Майкла Майерса.

### Продукция
Игрушки в виде Майкла Майерса неоднократно издавались крупными производителями, среди которых компании «Sideshow», «McFarlane», «NECA» и др.